# Khu Redbridge của Luân Đôn
Khu Redbridge của Luân Đôn (tiếng Anh: London Borough of Redbridge) là một khu tự quản Luân Đôn nằm ngoài vùng đông bắc Luân Đôn. Trụ sở hành chính tại toà nhà thị chính Redbridge ở Ilford. Chính quyền địa phương là Hội đồng khu tự quản Luân Đôn Redbridge.
Tên gọi của khu vực bắt nguồn từ một cây cầu qua sông Roding đã bị phá huỷ vào năm 1921. Cây cầu được làm từ gạch đỏ, không như những cây cầu khác trong khu vực được làm từ đá trắng. Trước đó nơi đây được biết đến với tên gọi Cây cầu của Hocklee.

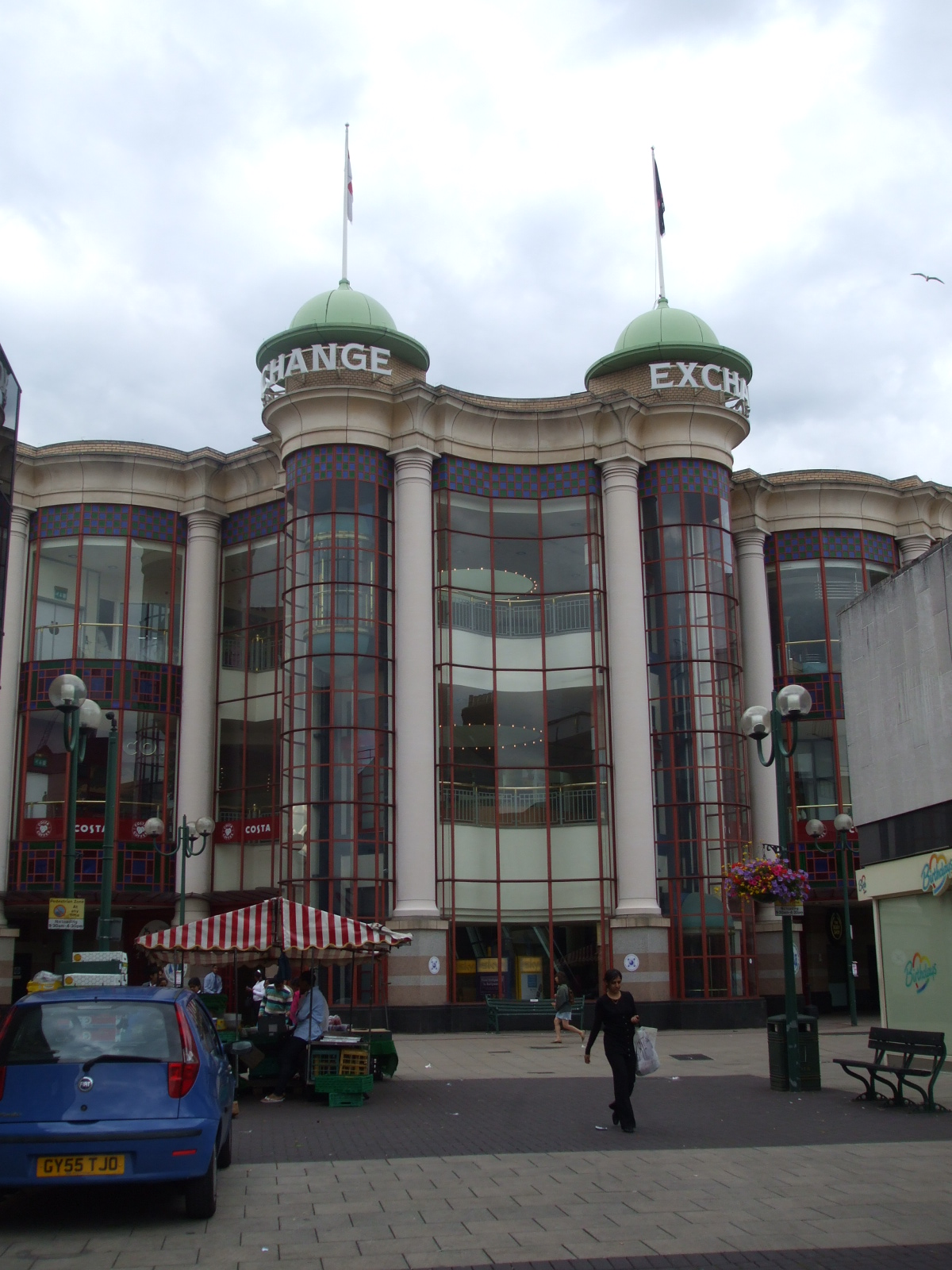
Trung tâm mua sắm trao đổi, Ilford

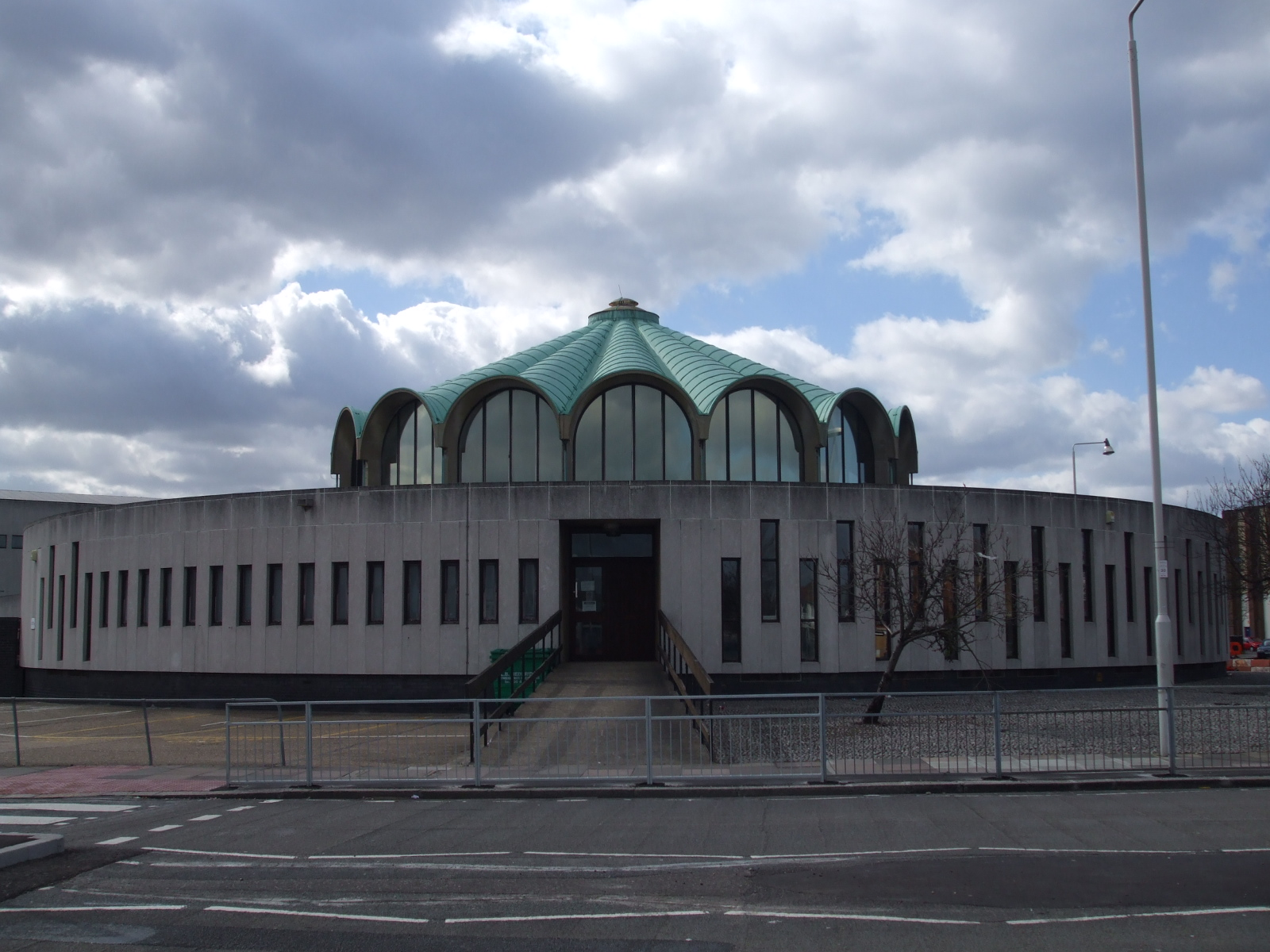
Thư viện Fullwell Cross, Barkingside

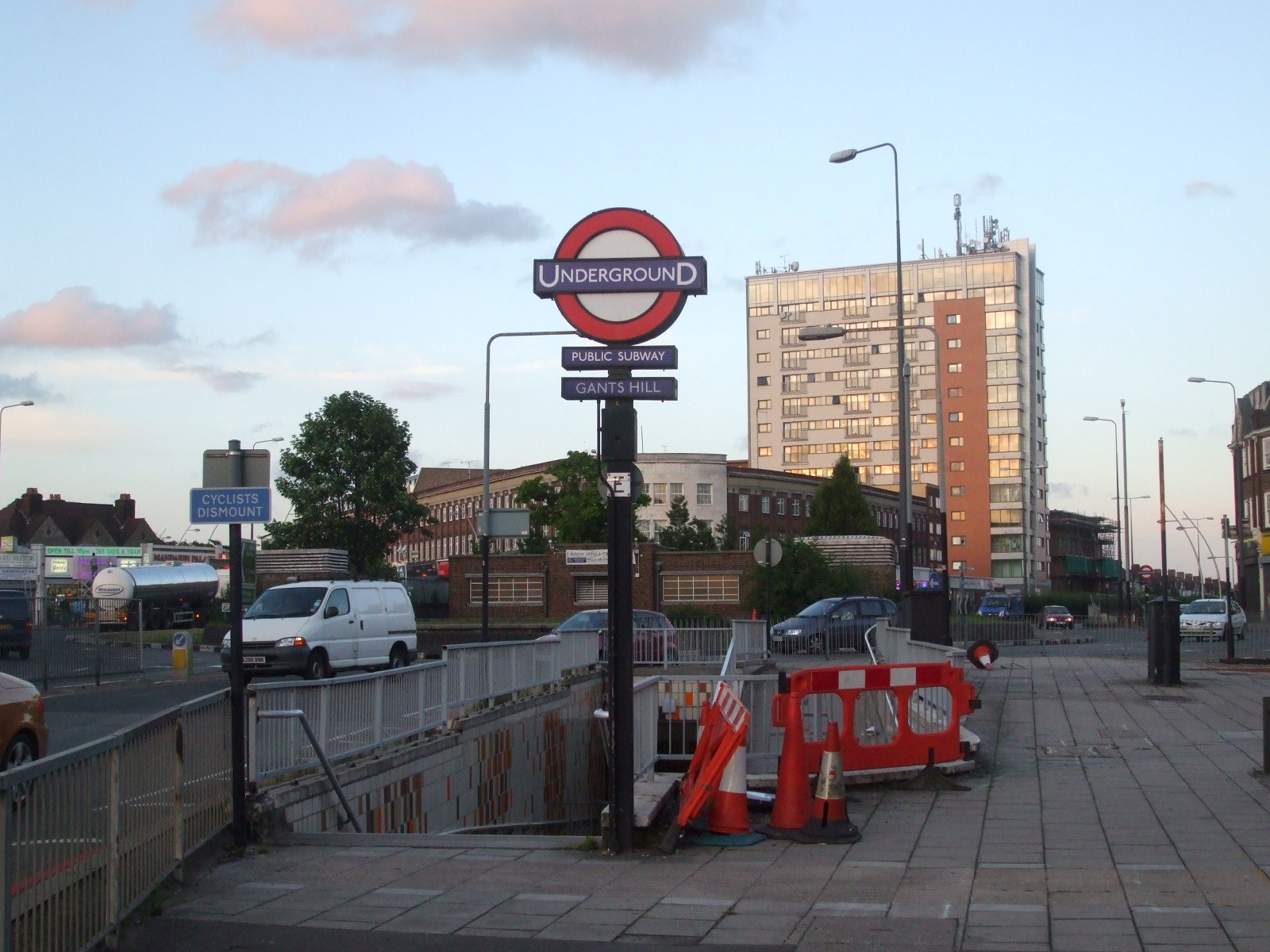
Bùng binh và nhà ga Gants Hill, Gants Hill

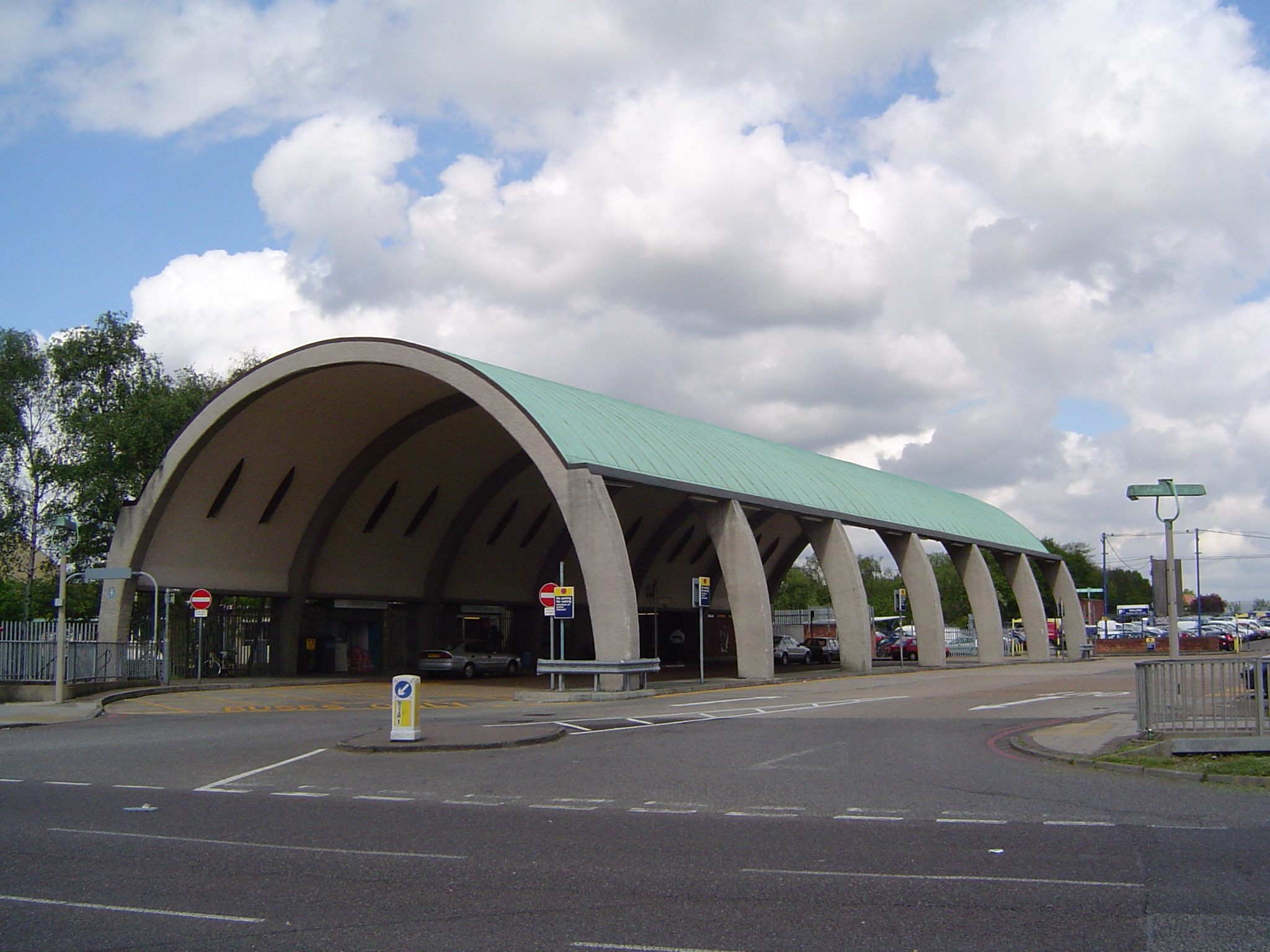
Nhà ga Newbury Park, Newbury Park